# Going Nuts
Going Nuts ist ein spanischer Animationsfilm des Regisseurs Juanjo Ramírez aus dem Jahr 2006.

## Handlung
Ein bekannter Märchenillustrator wird vom Direktor einer Irrenanstalt eingestellt. Seine Aufgabe ist, die Mauern der Anstalt mit seinen Zeichnungen zu dekorieren, um die Atmosphäre zu verbessern. Dies scheint eine leichte Arbeit zu sein, aber die Situation kompliziert sich als der Märchenillustrator einen dunklen Korridor entdeckt und schaudererregende Schreie hört.